# Томмі Сало
Томмі Сало (швед. Tommy Salo; нар. 1 лютого 1971, Сурагаммар, Швеція) — шведський хокеїст, воротар.

## Клубна кар'єра
Дебютував у елітному дивізіоні шведського хокею у сезоні 1990/91. У складі «Вестероса» провів 64 матчі за три сезони. У п'ятому раунді драфта НХЛ 1993 був обраний командою «Нью-Йорк Айлендерс». В Національній хокейній лізі провів десять сезонів. Двічі брав участь у матчах «Всіх зірок НХЛ» (2000, 2002). За «Нью-Йорк Айлендерс» (1994-1999), «Едмонтон Ойлерс» (1999-2004) та «Колорадо Аваланч» (2004) провів у регулярному чемпіонаті 526 матчів та на стадії плей-оф — 22 матчі. Наступні три сезони провів у шведській елітсерії. Виступав за МОДО (2004-2005) та «Фрелунду» (2005-2007). У сезоні 2005/06 здобув срібну нагороду шведського чемпіонату.

## Виступи у збірній
У складі національної збірної був учасником трьох Олімпіад (1994, 1998, 2002). У Ліллегаммері збірна Швеції вперше перемогла на Олімпійських іграх.
На чемпіонатах світу — одна золота (1998) та дві срібні (1997, 2003) та чотири бронзові нагороди (1994, 1999, 2001, 2002). Учасник турніру 2000 року. Двічі визнавався найкращим воротарем чемпіонату світу (1997, 1999). Всього на Олімпійських іграх та чемпіонатах світу провів 76 матчів.
Брав участь у кубку Канади 1991 та кубках світу 1996, 2004. На цих змаганнях провів 9 матчів.

## Досягнення
| Нагороди                           | Команда                            | Кіл. | Роки                   |
| ---------------------------------- | ---------------------------------- | ---- | ---------------------- |
| Олімпійські ігри                   |                                    |      |                        |
| Золото                             | Швеція                             | 1    | 1994                   |
| Чемпіонат світу                    |                                    |      |                        |
| Золото                             | Швеція                             | 1    | 1998                   |
| Срібло                             | Швеція                             | 2    | 1997, 2003             |
| Бронза                             | Швеція                             | 4    | 1994, 1999, 2001, 2002 |
| Чемпіонат Швеції                   |                                    |      |                        |
| Срібло                             | «Фрелунда»                         | 1    | 2006                   |
| Особисті досягнення                |                                    |      |                        |
| Найкращий воротар чемпіонату світу | Найкращий воротар чемпіонату світу | 2    | 1997, 1999             |
| Учасник матчів «Всіх зірок НХЛ»    | Учасник матчів «Всіх зірок НХЛ»    | 2    | 2000, 2002             |

## Цікавинки
- Білоруський вірусописець в тілі комп'ютерного вірусу Neshta передає найкращі побажання Томмі.